# Graduierung (Sprache)
Mit Graduierung bezeichnet man in der Sprachwissenschaft die sprachlichen Ausdrucksmöglichkeiten, Dingen oder Sachverhalten graduell abgestufte Eigenschaften zuschreiben zu können.
Ein grammatisches Verfahren zur Graduierung ist die Steigerung von Adjektiven (die Komparation), zum Beispiel die Graduierung der Schönheit eines Gegenstandes: schön – schöner – am schönsten (Die Blume ist schön, Die Blume ist schöner usw.).
Neben der Komparation kann diese graduelle Abstufung auch mit sogenannten Gradadjektiven oder Gradadverbien angezeigt werden, so verstärkt beispielsweise das Adverb sehr eine bestimmte Eigenschaft: Die Blume ist sehr schön. Weitere graduierende Wörter sind kaum, ganz oder äußerst, die zum Teil auch adjektivisch gebraucht werden können (mit äußerstem Aufwand).